# Laphystia martini
Laphystia martini là một loài ruồi trong họ Asilidae. Laphystia martini được Wilcox miêu tả năm 1960. Loài này phân bố ở vùng Tân Bắc giới.